# Salgadinho (kommun i Brasilien, Pernambuco)
Salgadinho är en kommun i Brasilien.   Den ligger i delstaten Pernambuco, i den östra delen av landet, 1 600 km nordost om huvudstaden Brasília. Antalet invånare är 9 287. Arean är 89 kvadratkilometer.
Terrängen i Salgadinho är varierad.
Omgivningarna runt Salgadinho är huvudsakligen savann. Runt Salgadinho är det ganska tätbefolkat, med 100 invånare per kvadratkilometer.